# Bodajk Futball Club Siófok
Il BFC Siófok (nome completo Bodajk Futball Club Siófok) è una società calcistica con sede a Siófok, in Ungheria. Nella stagione 2013-2014 milita nella Nemzeti Bajnokság II, la seconda serie del calcio ungherese.

## Storia
Il Siófok fu fondato nel 1921 con il nome di Siófok SE. La parola Bodajk che fa parte del nome della squadra deriva da una fusione con il Bodajk FC avvenuta nel 2005.
Nel 1984 il Siófok (con il nome di Siófoki Bányász SE) ha vinto la Coppa d'Ungheria battendo in finale il Rába Vasas ETO Gyõr (oggi Győri ETO) per 2-1, conquistando il suo primo e unico trofeo ufficiale.
In Europa partecipa alla Coppa delle Coppe nella stagione 1984/1985 venendo eliminato al primo turno dai greci del Larissa.
Per cinque volte partecipa all'Intertoto Cup (1986, 1989, 1990, 1991, 1992) non riuscendo mai a superare la fase a gironi.

## Palmarès

### Competizioni nazionali
- Nemzeti Bajnokság II: 2

1995-1996, 2001-2002
- Coppa d'Ungheria: 1

1983-1984

### Competizioni internazionali
- Coppa Piano Karl Rappan: 1

1992